# おおこしたかのぶ
おおこし たかのぶ（1961年 - ）は、日本の編集者、フリーライター。昭和児童文化研究者。東京都生まれ。

## 来歴
編集プロダクションKIYO出版を経て、1988年に桃園書房入社、美少女コミック誌「コミックジャンボ」の編集に携わる。1992年、同社退社後、フリーライターに。現在は中年向け実話誌を中心に、昭和の児童文化を独自の視点で紹介している。

## 著書
- オタコン64 アスペクト（町野変丸と共著）
- なつかしおもちゃ研究所―おもちゃの世界にもこんな「へぇ~」があった!! ジャイブ
- ちびっこ広告図案帳―ad for KIDS:1965‐1969 オークラ出版 （ほうとうひろしと共著）
- ちびっこ広告図案帳707's―AD for KIDS:1970‐1974 オークラ出版（ほうとうひろしと共著）
- 昭和ちびっこ広告手帳　～東京オリンピックからアポロまで～ 青幻舎（ほうとうひろしと共著）
- 昭和ちびっこ広告手帳2 ～大阪万博からアイドル黄金期まで～ 青幻舎 （ほうとうひろしと共著）
- ぼくたちの80年代　美少女マンガ創世記 徳間書店